# Robert Kainar
Robert Kainar (* 1965 in Hallein) ist ein österreichischer Jazzmusiker (Schlagzeug, Perkussion, Komposition).

## Werdegang
Kainar begann zunächst in einer Blasmusikkapelle, um dann in einer Schulband Jazzrock zu spielen. Von 1981 bis 1985 studierte er klassisches Schlagwerk am Mozarteum Salzburg und von 1985 bis 1989 Jazz-Schlagzeug an der Kunsthochschule in Graz. Bereits während seines Studiums holte er sich seine Routine in Orchestern, wandte sich aber rasch populärer Musik und Jazz zu.
Kainar begleitete Ann Klein, Lisa Wahlandt und Jenny Evans. Er gehörte zu Gruppen wie Blaumarot (Hoaßkoid, 1999), Mind Games und K3. Mit 	Johannes Steiner und Norbert Asen bildete er das Trio Die Resonanz, das zwei Alben bei No Man’s Land veröffentlichte. Seit 2009 gehört er als Schlagzeuger zum amerikanischen Saxophon-Quartett The Tiptons, seit 2015 zum WoodAirQuartet (mit Anna Lang, Alois Eberl, Walter Singer) sowie zum Quartett von Mulo Francel. Kainar war Gründer und Initiator des Ensemble 013, das seit 2013 im Jedermann sowie 2015 in Mackie Messer – eine Salzburger Dreigroschenoper bei den Salzburger Festspielen mitwirkte.
Weiterhin war Kainar Anfang der 1980er Jahre maßgeblich beteiligt an der Gründung des Jazzclubs Live in Salzburg und 1998 Mitbegründer sowie Organisator des bis 2008 jährlich stattfindenden Workshops für Jazz und improvisierte Musik in Salzburg (JIMS). Daneben komponierte er Bühnenmusik für die freie Theaterszene und betreibt das Plattenlabel Sowiesound, das bis 2020 mehr als 50 Tonträger veröffentlichte.
Außerdem ist Kainar auch als Musikpädagoge tätig: Von 1983 bis 1992 wirkte er als Lehrer am Salzburger Musikschulwerk; zudem unterrichtete er an verschiedenen Musikschulen und Universitäten. Er ist auch in Musikvermittlungsprojekten mit Schülern tätig.

## Preise und Auszeichnungen
2020 erhielt Kainar den Großen Kunstpreis des Landes Salzburg für Musik

## Diskographische Hinweise
- Quadro Nuevo: Odyssee: A Journey into the Light (GLM 2021)
- The Tiptons Sax Quartet & Drums: Wabi Sabi (Sowiesound 2020)
- Ensemble 013: Jedermann (Sowiesound)
- Ann Klein & Band: The Hope Street Sessions / Live at the Lakeside Lounge (ATS 2006)
- K3: Popstarr (Konnex Records 2004, mit Herbert Könighofer, Klaus Kircher sowie Nazide, Ulrich Wangenheim, Andreas Kurz, Bastian Jütte)